# 油酸镍
油酸镍是镍的油酸盐，化学式为Ni(C18H33O2)2，具有油溶性。它可由油酸钠和硫酸镍反应制得，或由氯化镍和油酸在甲醇中混合，再与氢氧化钠反应得到。它的热力学溶度积（−log Ksp，25 °C）为15.83±0.13。